# أكاديمية إسرائيل للعلوم والإنسانيات
أكاديمية إسرائيل للعلوم والإنسانيات، مقرها في القدس المحتلة، أنشئت في عام 1961 من قبل إسرائيل بهدف تشجيع الاتصال بين علماء العلوم والإنسانيات في إسرائيل، وبهدف تقديم النصائح للحكومة فيما يتعلق بالمشاريع البحثية ذات الأهمية الوطنية. تتشكل الأكاديمية من 84 من أبرز علماء إسرائيل. ويقع مقر الأكاديمية مباشرة في مقابل السكن الرسمي للرئيس الإسرائيلي.
في مجال العلوم، تمول الأكاديمية مشاريع بحثية في مجالات الجيولوجيا ودراسات الحياة الحيوانية والنباتية في إسرائيل. كما تقوم بتقديم المساعدة لتسهيل مشاركة العلماء الإسرائيليين في المشاريع البحثية الدولية مثل الأبحاث في سيرن CERN.
أما في مجال الإنسانيات، فإن الأكاديمية تمول أبحاث التناخ والتلمود، فضلاً عن أبحاث التاريخ اليهودي والفلسفة اليهودية والفن اليهودي واللغة العبرية وشعرها ونثرها.
الأكاديمية أيضاً تدير المركز الأكاديمي الإسرائيلي في القاهرة، والذي يساعد الباحثين الإسرائيليين في دراسة مصر وثقافتها.
تحظى الأكاديمية بصفة مراقب في مؤسسة العلوم الأوروبية، كما تدير برامج تبادل مع الأكاديمية البريطانية والمجتمع الملكي البريطاني والأكاديمية السويدية ومجلس البحث الوطني لسنغافورة.

## وصلات خارجية
- الموقع الرسمي للأكاديمية إسرائيل للعلوم والإنسانيات